# جردن بنتلی
جردن بنتلی (انگلیسی: Jordan Bentley؛ زادهٔ ۳۰ آوریل ۱۹۹۹) بازیکن فوتبال اهل بریتانیا است.
از باشگاه‌هایی که در آن بازی کرده‌است می‌توان به باشگاه فوتبال پلیموث آرگیل اشاره کرد.